# Fluisterboot

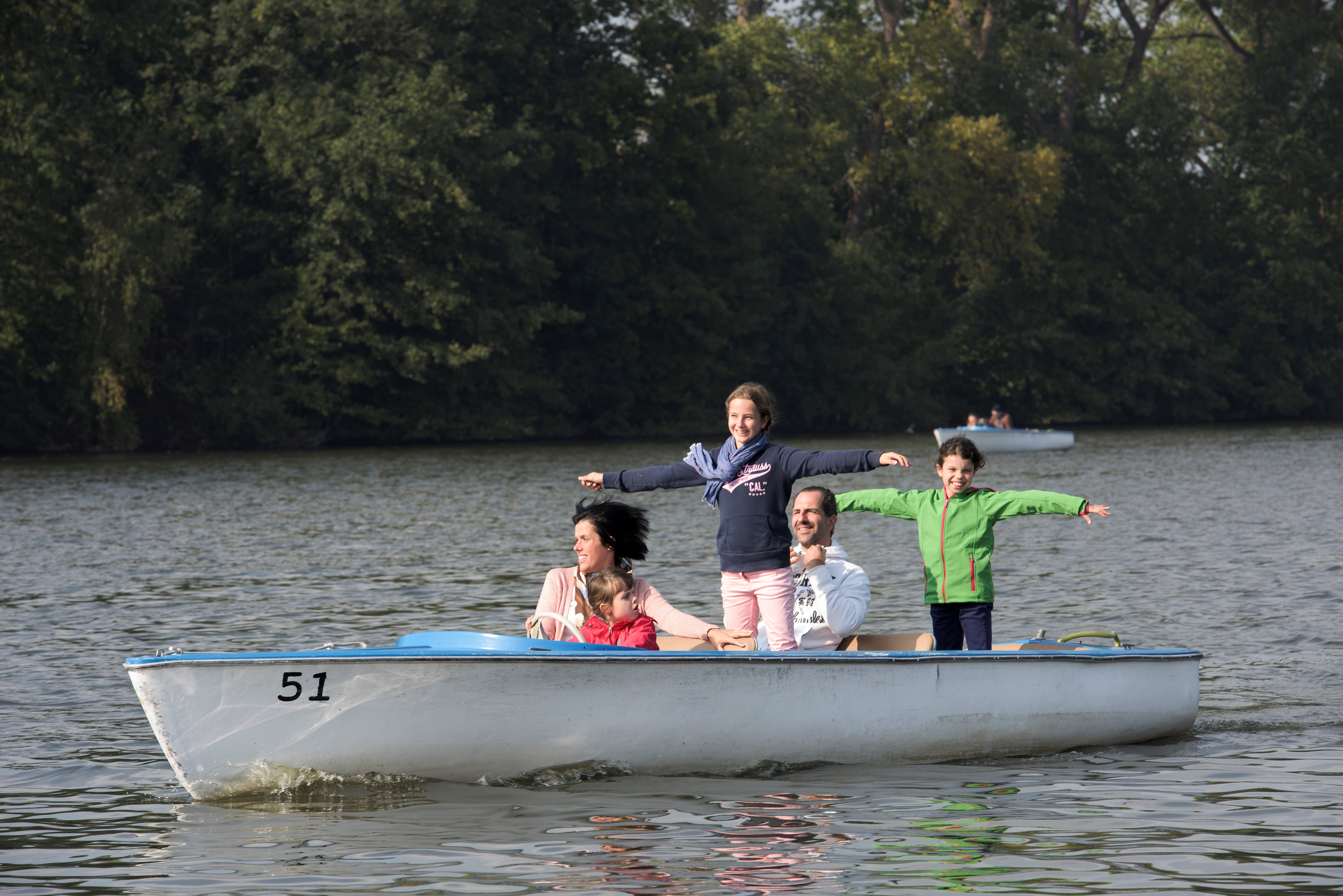
Elektrische huurbootjes, Donkmeer, Berlare, België

Een fluisterboot (of elektroboot) is een boot die wordt voortbewogen door middel van een elektromotor. Niet alle schepen met elektrische aandrijving worden zo genoemd. Het gaat hier over relatief kleine vaartuigen. 
Schepen aangedreven door een elektromotor hebben nagenoeg dezelfde vaareigenschappen als met een dieselmotor, maar hebben een aandrijving met milieu- en geluidsvoordelen.
Schepen met hybride aandrijving, een combinatie van een kleine diesel en een elektromotor, vallen niet onder het begrip fluisterboot. 

## Gebruik
De fluisterboot wordt meestal gebruikt voor recreatieve doeleinden, veel als huurboot. Voordelen zijn dat hij eenvoudig te bedienen is, weinig lawaai maakt (fluistert), meestal geen vaarbewijs of kennis van het zeilen vereist, nauwelijks onderhoud vergt en milieuvriendelijk is. Dit uiteraard in vergelijking met de alternatieven in de verhuur, namelijk een roeiboot, een waterfiets, een kano, een zeilboot, een surfplank, een motorboot, een jacht of een speedboot. Zeilboten die een hulpmotor nodig hebben en kleine sloepen krijgen steeds vaker een elektro-aandrijving. 
Daarnaast worden ze ook wel bedrijfsmatig ingezet. In Gent verzorgt een elektrisch aangedreven boot, elektroboot genaamd, een pendeldienst tussen Korenlei en Zuid. In Nederland worden steeds meer rondvaartboten in natuurgebieden en in steden als fluisterboot uitgerust. De bierboot vaart door de grachten van Utrecht en bevoorraadt daar voornamelijk de horeca-ondernemers aan de Oudegracht, doet incidentele leveringen en is ook in te huren voor bijvoorbeeld een verhuizing en ander vervoer over water. 

## Gebieden
Bij sommige recreatiegebieden worden fluisterboten verhuurd om op het water te varen dat in of bij het vakantiepark ligt. Fluisterboten zijn te huur in natuurgebieden zoals de Vinkeveense Plassen, de Biesbosch, De Weerribben, De Wieden bij Giethoorn, de Nieuwkoopse plassen, de Reeuwijkse plassen, de Dinkel en bij Broek in Waterland en in steden met grachten zoals Zutphen, Vlaardingen, Delft, Leiden, Enkhuizen en Amsterdam. In sommige gebieden zijn anders gemotoriseerde vaartuigen zelfs niet meer toegestaan of wordt de aanschaf van een elektromotor gesubsidieerd. Giethoorn probeert de boot met verbrandingsmotor terug te dringen of te verbieden. Fluisterboten kunnen worden gebruikt voor rondvaarten door natuurgebieden omdat ze geluidloos zijn en de natuur langs het water minder verstoren.

## Uitvoering

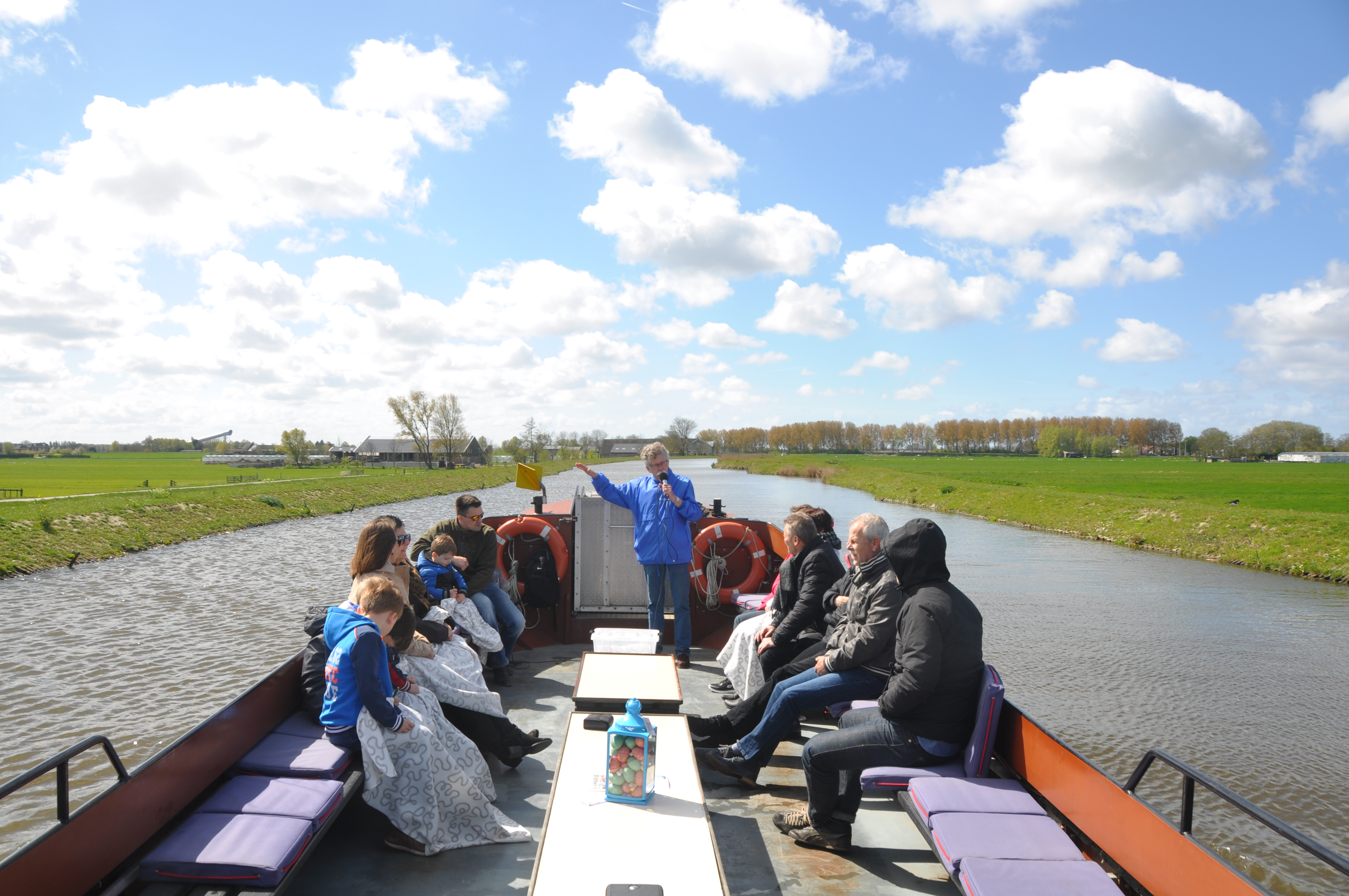
Rondvaartboot De Meervaarder vaart met gids door de polders tussen Zoetermeer en Vlietland.

Uitgevoerd als buitenboordmotor met losse accu is de aandrijving op allerlei boottypen te gebruiken, zoals een aak of een punter. 
Bijzonder bij een elektromotor is de POD-uitvoering, feitelijk een waterdichte torpedo die geheel onderwater gemonteerd wordt. Deze kan zowel gefixeerd als draaiend worden gemonteerd, afhankelijk van het boottype.
Er zijn grote en kleine fluisterboten. Het meest verhuurd worden boten voor 4 tot 6 personen, maar er zijn ook boten voor 20 tot 80 personen, waarbij dan met een gids door interessante gebieden gevaren wordt. Dit zijn veelal open boten voor dagtochten

## Capaciteit
Overcapaciteit in vermogen is zeer kostbaar en onnodig. Elk waterverplaatsend schip heeft namelijk een maximumsnelheid: de rompsnelheid. Meer vermogen helpt niet sneller te varen maar kost wel geld.